# Hoa hậu Siêu quốc gia 2021
Hoa hậu Siêu quốc gia 2021 là cuộc thi Hoa hậu Siêu quốc gia lần thứ 12 được tổ chức tại Małopolskie, Ba Lan vào ngày 21 tháng 8 năm 2021. Hoa hậu Siêu quốc gia 2019 - Anntonia Porsild đến từ Thái Lan đã trao lại vương miện cho người kế nhiệm, đến từ Namibia, cô Chanique Rabe

## Kết quả

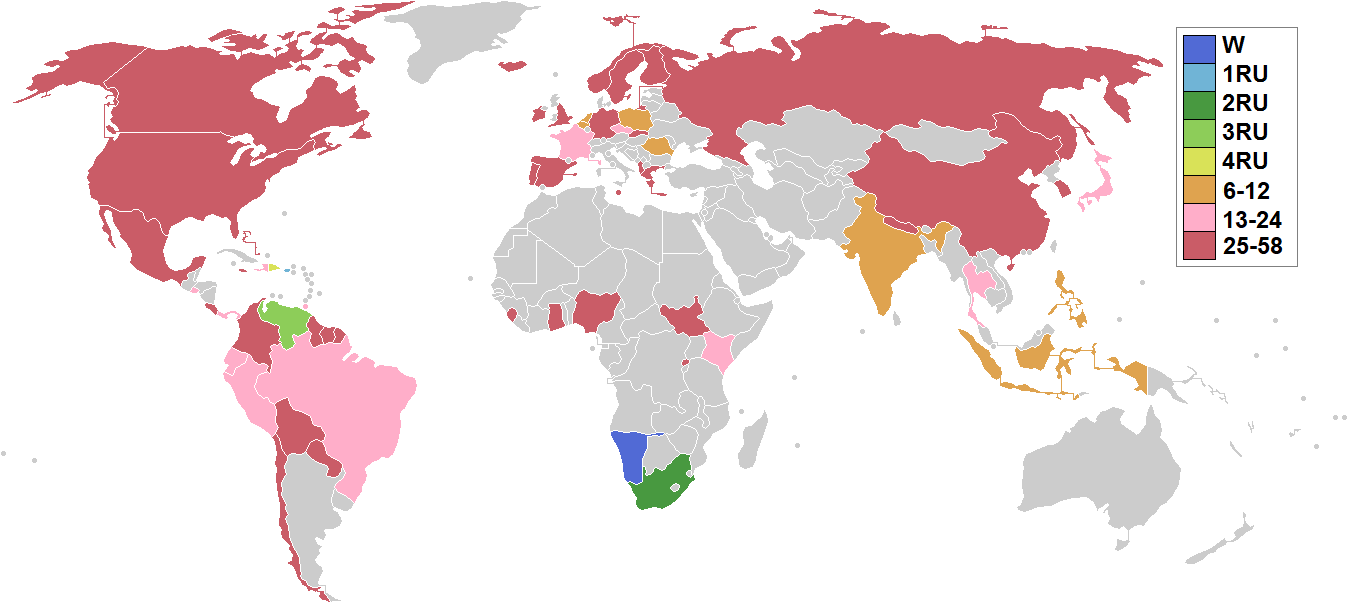
Các quốc gia tham gia Hoa hậu Siêu quốc gia 2021 và kết quả.

### Thứ hạng
| Kết quả                    | Thí sinh |
| -------------------------- | --- |
| Hoa hậu Siêu quốc gia 2021 | - Namibia – Chanique Rabe |
| Á hậu 1                    | - Puerto Rico – Karla Guilfú Acevedo |
| Á hậu 2                    | - Nam Phi – Thato Mosehle |
| Á hậu 3                    | - Venezuela – Valentina Sanchez Trivella |
| Á hậu 4                    | - Cộng hòa Dominican – Eoanna Constanza |
| Top 12                     | - Bỉ – Louise-Marie Losfeld - Ấn Độ – Aavriti Choudhary - Indonesia – Jihane Almira Chedid § - Hà Lan – Swelia Antonio - Philippines – Dindi Pajares - Ba Lan – Natalia Balicka - Romania – Michela Ciornea |
| Top 24                     | - Brazil – Deise Benício - Cộng hòa Séc – Angelika Kostyshynová - Ecuador – Justeen Cruz - El Salvador – Linda Sibrián - Pháp – Judith Brumant-Lachoua - Haiti – Pascale Bélony - Nhật Bản – Emiri Shimizu - Kenya – Phidelia Mutunga Δ - Panama – Darelys Santos Δ - Peru – Solange Hermoza Rivera - Thái Lan – Queenie Benjarat - Trinidad và Tobago – Jenelle Thongs Δ |

§ - Thí sinh chiến thắng giải thưởng Supra Fan Vote 

### Hoa hậu Châu lục
| Danh hiệu                         | Thí sinh                           |
| --------------------------------- | ---------------------------------- |
| Hoa hậu Siêu quốc gia châu Phi    | - Kenya – Phidelia Mutunga         |
| Hoa hậu Siêu quốc gia châu Á      | - Indonesia – Jihane Almira Chedid |
| Hoa hậu Siêu quốc gia châu Mỹ     | - Brazil – Deise Benício           |
| Hoa hậu Siêu quốc gia vùng Caribe | - Haiti – Pascale Bélony           |
| Hoa hậu Siêu quốc gia châu Âu     | - Ba Lan – Natalia Balicka         |

### Thứ tự công bố
| Top 24 1. Panama 2. Venezuela 3. Trinidad và Tobago 4. Kenya 5. Romania 6. Haiti 7. Bỉ 8. Ấn Độ 9. Ecuador 10. Cộng hòa Dominican 11. Thái Lan 12. Cộng hòa Séc 13. Puerto Rico 14. Pháp 15. Indonesia 16. Hà Lan 17. Nam Phi 18. Ba Lan 19. Nhật Bản 20. Namibia 21. Peru 22. El Salvador 23. Philippines 24. Brazil | Top 12 1. Bỉ 2. Cộng hòa Dominican 3. Hà Lan 4. Ba Lan 5. Venezuela 6. Namibia 7. Ấn Độ 8. Puerto Rico 9. Philippines 10. Romania 11. Nam Phi 12. Indonesia | Top 5 1. Cộng hòa Dominican 2. Namibia 3. Nam Phi 4. Puerto Rico 5. Venezuela |

## Các phần thi

### Supra Chat

#### Vòng 1
- Thí sinh vào vòng 2

| Nhóm | Quốc gia 1        | Quốc gia 2 | Quốc gia 3  | Quốc gia 4 | Quốc gia 5  | Quốc gia 6 | Quốc gia 7         | Quốc gia 8 |
| ---- | ----------------- | ---------- | ----------- | ---------- | ----------- | ---------- | ------------------ | ---------- |
| 1    | Bahamas           | Canada     | Guyana      | Ấn Độ      | Iceland     | Suriname   | Venezuela          | Malta      |
| 2    | Cộng hòa Dominica | Ecuador    | El Salvador | Paraguay   | Perú        | Colombia   | —                  | —          |
| 3    | Cộng hoà Séc      | Kenya      | Phần Lan    | Đức        | Slovakia    | —          | —                  | —          |
| 4    | Albania           | Hy Lạp     | Indonesia   | Nhật Bản   | Hàn Quốc    | Na Uy      | —                  | —          |
| 5    | Pháp              | Nepal      | Hà Lan      | Nigeria    | Ba Lan      | Bồ Đào Nha | Sierra Leone       | —          |
| 6    | Trung Quốc        | Haiti      | Ireland     | Hoa Kỳ     | Puerto Rico | Nam Phi    | Tây Ban Nha        | —          |
| 7    | Ghana             | Namibia    | Philippines | Romania    | Rwanda      | Thụy Điển  | Thái Lan           | Anh        |
| 8    | Chile             | Panama     | Bolivia     | Brazil     | Jamaica     | Mexico     | Trinidad và Tobago | —          |

#### Vòng 2
- Thí sinh chiến thắng và vào thẳng Top 24

| Nhóm | Quốc gia 1 | Quốc gia 2 | Quốc gia 3  | Quốc gia 4         |
| ---- | ---------- | ---------- | ----------- | ------------------ |
| 1    | Venezuela  | Perú       | Kenya       | Indonesia          |
| 2    | Pháp       | Nam Phi    | Philippines | Trinidad và Tobago |

### Supra Influencer
Thí sinh chiến thắng phần thi Supra Influencer sẽ được vào thẳng Top 24
| Kết quả            | Thí sinh |
| ------------------ | --- |
| Chiến thắng        | - Kenya - Phidelia Mutunga |
| Top 3              | - Trung Quốc - Alice Li - Iceland - Dísa Dungal |
| Top 10             | - Peru - Solange Hermoza - Philippines - Dindi Pajares - Ireland - Jessica Marie Hopper - Venezuela - Valentina Sánchez Trivella - Đức - Denisse Nicolle Ligpitan - Trinidad và Tobago - Jenelle Thongs - Anh - Sophie Marie Dunning |
|                    | |
| Top 15 Challenge 1 | - Iceland - Nyisha Tilus - Trung Quốc - Alice Li - Colombia - Valentina Aldana Dorado - Cộng hòa Dominican - Eoanna Constanza - Philippines - Dindi Pajares - Indonesia - Sophie Marie Dunning - Pháp - Judith Brumant-Lachoua - Peru - Pascale Bélony - Ecuador - Dísa Dungal - Venezuela - Jihane Almira Chedid - Bahamas - Phidelia Mutunga - Haiti - Solange Hermoza - Anh - Dindi Pajares - Trinidad và Tobago - Jenelle Thongs - Kenya - Valentina Sánchez Trivella |
| Top 10 Challenge 2 | - El Salvador - Linda Maya Sibrián - Ấn Độ - Aavriti Choudhary - Kenya - Phidelia Mutunga - Malta - Shailey Micallef - Namibia - Chanique Rabe - Hà Lan - Swelia Da Silva Antonio - Philippines - Dindi Pajares - Puerto Rico - Karla Guilfu - Nam Phi - Thato Thelma Mosehle - Venezuela - Valentina Sánchez Trivella |
| Top 10 Challenge 3 | - Trung Quốc - Alice Li - Đức - Denisse Nicolle Ligpitan - Ireland - Jessica Marie Hopper - Jamaica - Lawnda Jackson - Peru - Solange Hermoza - Philippines - Dindi Pajares - Tây Ban Nha - Dana María Tomuta - Suriname - Farisha Tjin Asjoe - Trinidad và Tobago - Jenelle Thongs - Venezuela - Valentina Sánchez Trivella |

### Top Model
- Thí sinh chiến thắng Top Model Châu lục
- Thí sinh chiến thắng phần thi Top Model và được vào thẳng Top 24

| Châu lục    | Quốc gia 1  | Quốc gia 2         | Quốc gia 3 |
| ----------- | ----------- | ------------------ | ---------- |
| Châu Phi    | Namibia     | Nam Sudan          | —          |
| Châu Á      | Trung Quốc  | Philippines        | —          |
| Châu Mỹ     | Brazil      | Panama             | —          |
| Vùng Caribe | Puerto Rico | Trinidad và Tobago | —          |
| Châu Âu     | Albania     | Bỉ                 | Hy Lạp     |

### Miss Elegance
| Kết quả     | Thí sinh |
| ----------- | --- |
| Chiến thắng | - Puerto Rico - Karla Guilfu |
| Giải nhì    | - Philippines - Dindi Pajares |
| Giải ba     | - Cộng hòa Dominican - Eoanna Constanza |
| Top 11      | - Bỉ - Louise-Marie Losfeld - Brazil - Deise Benicio - Cộng hòa Séc - Angelika Kostyshynová - Haiti - Pascale Bélony - Indonesia - Jihane Almira Chedid - Hà Lan - Swelia Da Silva Antonio - Ba Lan - Natalia Balicka - Rwanda - Anitha Kate Umuratwa |

### Miss Talent
| Kết quả     | Thí sinh                                                                         |
| ----------- | -------------------------------------------------------------------------------- |
| Chiến thắng | - Ghana - Veronica Adu Nti                                                       |
| Giải nhì    | - Hoa Kỳ - Shivali Patel                                                         |
| Giải ba     | - El Salvador - Linda Maya Sibrián                                               |
| Top 5       | - Thái Lan - Benjarat Akkarawanichsil Aebi - Trinidad và Tobago - Jenelle Thongs |

## Các giải thưởng đặc biệt
| Giải thưởng                 | Thí sinh                                                     |
| --------------------------- | ------------------------------------------------------------ |
| Miss Elegance               | - Puerto Rico – Karla Guilfu                                 |
| Miss Photogenic             | - Bỉ – Louise-Marie Losfeld                                  |
| Best National Costume       | - Indonesia – Jihane Almira Chedid                           |
| Best National Costume       | - Kenya – Phidelia Mutunga - Tây Ban Nha - Dana María Tomuta |
| Miss Talent                 | - Ghana – Veronica Adu Nti                                   |
| Miss Congeniality           | - Bahamas - Nyisha Tilus                                     |
| Top Model                   | - Panama – Darelys Santos                                    |
| Supra Fan Vote              | - Indonesia – Jihane Almira Chedid                           |
| Supra Influencer            | - Kenya – Phidelia Mutunga                                   |
| Supra Chat Interview Winner | - Trinidad và Tobago – Jenelle Thongs                        |
| Supra Chat Interview Winner | - Venezuela - Valentina Sánchez Trivella                     |

## Thí sinh tham gia
Cuộc thi có tổng cộng 58 thí sinh tham gia:
| Quốc gia/Vùng lãnh thổ | Thí sinh                      | Tuổi | Quê quán         |
| ---------------------- | ----------------------------- | ---- | ---------------- |
| Albania                | Ines Kasemi                   | 24   | Durrës           |
| Bahamas                | Nyisha Tilus                  | 28   | Marsh Harbour    |
| Bỉ                     | Louise-Marie Losfeld          | 28   | Oostende         |
| Bolivia                | Luz Claros Gallardo           | 26   | Cochabamba       |
| Brazil                 | Deise Benicio                 | 30   | Brasília         |
| Canada                 | Sasha Lombardi                | 28   | Toronto          |
| Chile                  | Macarena Gutierrez Radich     | 26   | Santiago         |
| Trung Quốc             | Alice Li                      | 27   | Beijing          |
| Colombia               | Valentina Aldana Dorado       | 21   | Cali             |
| Cộng hòa Séc           | Angelika Kostyshynová         | 25   | Ústí nad Labem   |
| Cộng hòa Dominican     | Eoanna Constanza              | 25   | Santo Domingo    |
| Ecuador                | Justeen Cruz Lara             | 23   | Guayaquil        |
| El Salvador            | Linda Maya Sibrián            | 20   | San Salvador     |
| Anh                    | Sophie Marie Dunning          | 29   | Shropshire       |
| Phần Lan               | Vilma Halme                   | 22   | Joensuu          |
| Pháp                   | Judith Brumant-Lachoua        | 22   | Rennes           |
| Đức                    | Denisse Nicolle Ligpitan      | 25   | Hamburg          |
| Ghana                  | Veronica Adu Nti              | 26   | Asante Bekwai    |
| Hy Lạp                 | Melina Maria Miliou           | 18   | Athens           |
| Guadeloupe             | Edosy Grego                   | 24   | Basse-Terre      |
| Guyana                 | Felicia Ally                  | 28   | Parika           |
| Haiti                  | Pascale Bélony                | 28   | Cap-Haïtien      |
| Iceland                | Dísa Dungal                   | 29   | Reykjavík        |
| Ấn Độ                  | Aavriti Choudhary             | 23   | Jabalpur         |
| Indonesia              | Jihane Almira Chedid          | 21   | Semarang         |
| Ireland                | Jessica Marie Hopper          | 28   | Donegal          |
| Jamaica                | Lawnda Jackson                | 29   | Negril           |
| Nhật Bản               | Emiri Shimizu                 | 29   | Osaka            |
| Kenya                  | Phidelia Mutunga              | 26   | Mombasa          |
| Hàn Quốc               | Jeon Hye-soo                  | 29   | Seoul            |
| Malta                  | Shailey Micallef              | 19   | Floriana         |
| Mexico                 | Palmira Ruiz                  | 29   | Oaxaca           |
| Namibia                | Chanique Rabe                 | 24   | Windhoek         |
| Nepal                  | Shimal Kanaujiya              | 24   | Katmandu         |
| Hà Lan                 | Swelia Da Silva Antonio       | 24   | The Hague        |
| Nigeria                | Akeelah Aminu                 | 23   | Auchi            |
| Na Uy                  | Ina Kollset                   | 22   | Svinndal         |
| Panama                 | Darelys Santos                | 27   | Thành phố Panama |
| Paraguay               | Paloma del Puerto             | 26   | Asunción         |
| Peru                   | Solange Hermoza               | 26   | Trujillo         |
| Philippines            | Dindi Pajares                 | 28   | Bataan           |
| Ba Lan                 | Natalia Balicka               | 22   | Poznan           |
| Bồ Đào Nha             | Nadini Machado                | 29   | Lisbon           |
| Puerto Rico            | Karla Guilfu                  | 23   | Patillas         |
| Romania                | Anna Michela Ciornea          | 25   | Bucharest        |
| Nga                    | Angelina Gorbunova            | 19   | Moscow           |
| Rwanda                 | Anitha Kate Umuratwa          | 21   | Kigali           |
| Slovakia               | Kristina Viglaska             | 22   | Zvolen           |
| Sierra Leone           | Ramatulai Wurie               | 26   | Freetown         |
| Nam Phi                | Thato Thelma Mosehle          | 26   | Stilfontein      |
| Nam Sudan              | Amelia Michael Sky†           | 25   | Juba             |
| Tây Ban Nha            | Dana María Tomuta             | 22   | Barcelona        |
| Suriname               | Farisha Tjin Asjoe            | 22   | Paramaribo       |
| Thụy Điển              | Jacqueline Rybak              | 28   | Växjö            |
| Thái Lan               | Benjarat Akkarawanichsil Aebi | 27   | Phuket           |
| Trinidad và Tobago     | Jenelle Thongs                | 29   | Morvant          |
| Hoa Kỳ                 | Shivali Patel                 | 24   | Raleigh          |
| Venezuela              | Valentina Sánchez Trivella    | 26   | Caracas          |

## Chú ý

### Trở lại
- Lần cuối tham gia vào năm 2011:
  -  Bahamas
- Lần cuối tham gia vào năm 2015:
  -  Ghana
- Lần cuối tham gia vào năm 2017:
  -  Na Uy
  -  Nam Sudan
- Lần cuối tham gia vào năm 2018:
  -  Trung Quốc
  -  El Salvador
  -  Hy Lạp
  -  Guadeloupe
  -  Thụy Điển

### Bỏ cuộc
- Argentina
- Úc
- Barbados
- Belarus
- Cameroon
- Costa Rica
- Bờ Biển Ngà
- Croatia
- Guinea Xích Đạo
- Ethiopia
- Guatemala
- Honduras
- Hungary
- Lào
- Litva
- Ma Cao
- Mauritius
- Myanmar
- New Zealand
- Bắc Ireland
- Scotland
- Singapore
- Sri Lanka
- Thổ Nhĩ Kỳ
- Ukraine
- Quần đảo Virgin (Mỹ)
- Việt Nam
- Wales
- Zambia

## Các thí sinh tham dự cuộc thi sắc đẹp quốc tế khác
| Quốc gia/Vùng lãnh thổ | Thí sinh                 | Cuộc thi                                       | Đại diện           |
| ---------------------- | ------------------------ | ---------------------------------------------- | ------------------ |
| Bolivia                | Luz Claros Gallardo      | Miss Tourism International 2020 (Á hậu 5)      | Bolivia            |
| Brazil                 | Deise Benicio            | Miss International 2014 (Top 10)               | Brazil             |
| Canada                 | Sasha Lombardi           | Miss Eco International 2019 (Top 21)           | Canada             |
| Trung Quốc             | Alice Li                 | Miss Intercontinental 2018                     | Canada             |
| Trung Quốc             | Alice Li                 | Miss Global International 2019 (Hoa hậu)       | Trung Quốc         |
| Trung Quốc             | Alice Li                 | Miss Earth 2021                                | Canada             |
| Cộng hòa Dominican     | Eoanna Constanza         | Miss Asia Pacific International 2019 (Á hậu 1) | Cộng hòa Dominican |
| Đức                    | Denisse Nicolle Ligpitan | Miss Asia Pacific International 2019 (Top 25)  | Đức                |
| Ghana                  | Veronica Adu Nti         | Miss Eco International 2018                    | Ghana              |
| Guadeloupe             | Edosy Grego              | Top Model of the World 2019                    | Guadeloupe         |
| Guyana                 | Felicia Ally             | Miss Super Globe 2018                          | Guyana             |
| Haiti                  | Pascale Bélony           | Miss Universe 2021                             | Haiti              |
| Iceland                | Dísa Dungal              | Miss Multiverse 2019 (Top 10)                  | Iceland            |
| Nhật Bản               | Emiri Shimizu            | Miss Asia Pacific International 2019           | Nhật Bản           |
| Mexico                 | Palmira Ruiz             | Miss Global 2019                               | Mexico             |
| Namibia                | Chanique Rabe            | Miss Teen Continents 2015 (Hoa hậu)            | Namibia            |
| Hà Lan                 | Swelia Da Silva Antonio  | Miss Universe 2022                             | Angola             |
| Panama                 | Darelys Santos           | Miss International 2017 (Top 15)               | Panama             |
| Ba Lan                 | Anna Maria Jaromin       | The Miss Globe 2019                            | Ba Lan             |
| Puerto Rico            | Karla Guilfu             | Miss Teen Mundial 2018 (Top 12)                | Puerto Rico        |
| Romania                | Anna Michela Ciornea     | Miss Intercontinental 2019 (Top 20)            | Romania            |
| Nga                    | Angelina Gorbunova       | Miss Global City 2019                          | Saratov            |
| Nga                    | Angelina Gorbunova       | The Miss Globe 2020                            | Nga                |
| Nam Sudan              | Amelia Michael Sky       | Top Model of the World 2017 (Top 10)           | Nam Sudan          |
| Nam Sudan              | Amelia Michael Sky       | Top Model of the World 2020                    | Nam Sudan          |
| Nam Sudan              | Amelia Michael Sky       | Miss Environment International 2022 (Á hậu 2)  | Nam Sudan          |